# Elfwald I de Northumbria
Ælfwald (muerto 23 septiembre 788) fue rey de Northumbria de 779 a 788. Se piensa que fue hijo de Oswulf, y por tanto nieto de Eadberht. 
Ælfwald llegó al trono después de que Æthelred, hijo de Æthelwald Moll fuera depuesto en 778. Fue asesinado, probablemente en Chesters, por el ealdorman Sicga el 23 de septiembre de 788 y enterrado en la abadía de Hexham donde fue considerado un santo .
Ælfwald fue sucedido por su primo Osred, hijo de Alhred y Osgifu hija de Eadberht. Los hijos de Ælfwald, Ælf y Ælfwine fueron asesinados en 791 por orden de Æthelred.

## Lecturas complementarias
- Higham, N.J., El Reino de Northumbria ANUNCIO 350-1100. Stroud: Sutton, 1993. ISBN 0-86299-730-5

| Predecesor: Ethelred | Rey de Northumbria 779 - 788 | Sucesor: Osred II |

- Datos: Q271379